# Coeliccia prakritii
Coeliccia prakritii är en trollsländeart som beskrevs av Lahiri 1985. Coeliccia prakritii ingår i släktet Coeliccia och familjen flodflicksländor. Inga underarter finns listade i Catalogue of Life.